# Frederick North, 5. Earl of Guilford

Frederick North, 5. Earl of Guilford, Gemälde von Hugh Douglas Hamilton (1734–1808)

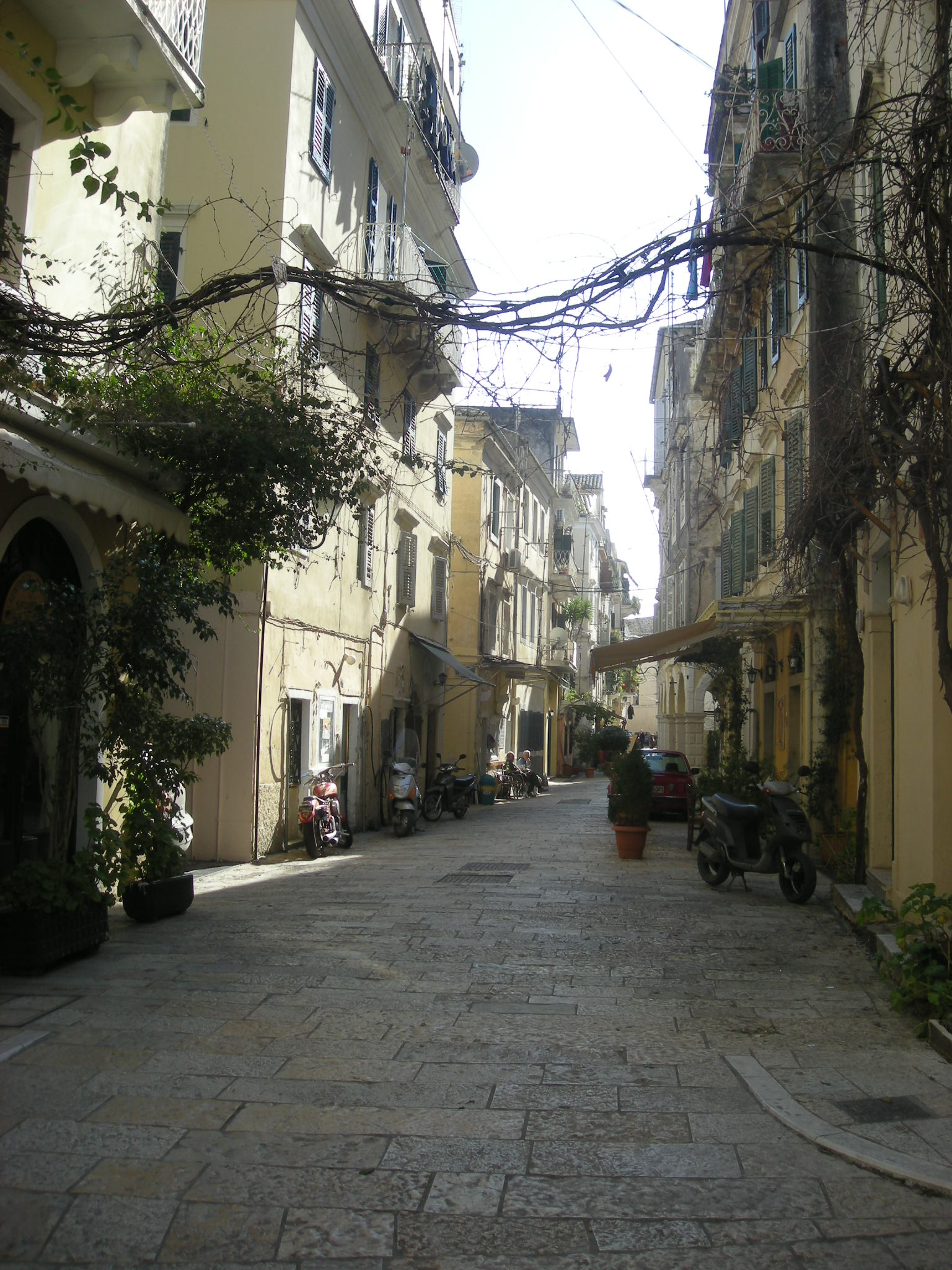
Guilford-Straße (Οδός Γκύλφορδ), malerische Gasse in Korfu

Frederick North, 5. Earl of Guilford GCMG (* 7. Februar 1766; † 14. Oktober 1827), bis 1817 Frederick North (oft Lord Guilford genannt) war ein britischer Politiker und Kolonialbeamter sowie Philhellene.

## Leben
North war der jüngste Sohn von Premierminister Frederick North, 2. Earl of Guilford (1752 bis 1790 Lord North genannt). Er verbrachte aus gesundheitlichen Gründen einen großen Teil seiner Jugend in Kontinentaleuropa und studierte Rechtswissenschaften am Eton College und am Christ Church-College der University of Oxford. Er war ein begeisterter Anhänger der griechischen und italienischen Kultur. Von 1792 bis 1794 vertrat er den Wahlkreis Banbury im House of Commons. Er diente von 1795 bis 1797 als Staatssekretär beim Vizekönig von Korsika und von 1798 bis 1805 als Gouverneur von Ceylon. Im Jahre 1817 erbte er den Titel eines Earl of Guilford, nachdem seine beiden älteren Brüder verstorben waren.
Als er 1827 unverheiratet und kinderlos starb, erbte sein Cousin Francis North seine Adelstitel.

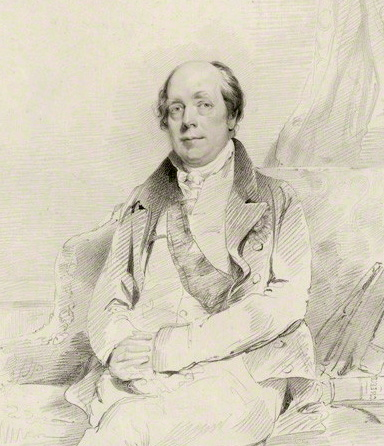
Frederick North, 5. Earl of Guilford (1817)

## Gründung der Ionischen Akademie
Im Jahr 1824 gründete North die Ionische Akademie auf Korfu, das damals unter britischer Kontrolle war. Als erste Universität des modernen Griechenland hatte sie, obwohl sie 1864 bereits geschlossen wurde, wesentliche Bedeutung für die Ausbildung der intellektuellen Führungsschicht des neuen griechischen Staates und damit für die geistige Wiedergeburt Griechenlands.
North, der zum griechisch-orthodoxen Bekenntnis konvertierte, blieb bis zu seinem Tod ein großzügiger Mäzen der Ionischen Universität.
North verwendete viel Energie und finanzielle Mittel auf den Aufbau einer einzigartigen Bibliothek, die seine Faszination für die griechische und italienische Kultur widerspiegelte.

## Ehrungen
Eine Statue des Earl steht noch auf Korfu. Auch eine Bibliothek und eine Straße sind nach ihm benannt.